# Сюс
Сюс (фр. Sus) — коммуна во Франции, находится в регионе Аквитания. Департамент — Атлантические Пиренеи. Входит в состав кантона Кёр-де-Беарн. Округ коммуны — Олорон-Сент-Мари.
Код INSEE коммуны — 64529.

## География
Коммуна расположена приблизительно в 670 км к югу от Парижа, в 175 км южнее Бордо, в 33 км к западу от По.
На северо-востоке коммуны протекает река Гав-д’Олорон.

### Климат
Климат тёплый океанический. Зима мягкая, средняя температура января — от +5°С до +13°С, температуры ниже −10 °C бывают редко. Снег выпадает около 15 дней в году с ноября по апрель. Максимальная температура летом порядка 20-30 °C, выше 35 °C бывает очень редко. Количество осадков высокое, порядка 1100 мм в год. Характерна безветренная погода, сильные ветры очень редки.

## Население
Население коммуны на 2010 год составляло 383 человека.
| 1962 | 1968 | 1975 | 1982 | 1990 | 1999 | 2010 |
| ---- | ---- | ---- | ---- | ---- | ---- | ---- |
| 277  | 284  | 299  | 303  | 312  | 387  | 383  |

## Администрация
| Период | Период | Фамилия              | Партия | Примечания |
| ------ | ------ | -------------------- | ------ | ---------- |
| 1995   | 2001   | Франсуа Конту-Каррер |        |            |
| 2001   | 2014   | Жан-Морис Местро     |        |            |
| 2014   | 2020   | Мари-Франс Лассаль   |        |            |

## Экономика
В 2010 году среди 214 человек трудоспособного возраста (15-64 лет) 132 были экономически активными, 82 — неактивными (показатель активности — 61,7 %, в 1999 году было 51,8 %). Из 132 активных жителей работали 119 человек (62 мужчины и 57 женщин), безработных было 13 (6 мужчин и 7 женщин). Среди 82 неактивных 14 человек были учениками или студентами, 27 — пенсионерами, 41 были неактивными по другим причинам.

## Достопримечательности
- Церковь Св. Спасителя (XIX век)[4]

## Фотогалерея
- Сюс
- Сюс
- Сюс
- Мэрия и школа
- Церковь Св. Спасителя
- Интерьер церкви Св. Спасителя